# Delaware Water Gap
Delaware Water Gap är ett borough i Monroe County i delstaten Pennsylvania. Vid 2010 års folkräkning hade Delaware Water Gap 746 invånare.